# قائد أسطول (كريجسمارينه)
قائد أسطول للكريجسمارينه ( Flottenchef ) هو أعلى منصب إداري في الهيكل التنظيمي للكريغسمارينه، وكعضو في أوبركماندو دير مارينه. لم يكن من يتولى هذا المنصب يقود أسطول بحري بالفعل، لكنه كان ضابط رئيسي يتلقى التقارير من قادة السفن الأخرى. كان المنصب أكثر قابلية للمقارنة مع منصب رئيس العمليات البحرية أو مفتش البحرية في العصر الحديث. تم إنشاء منصب قائد أسطول من رتبة قديمة في رايخ مارين المعروفة باسم Der Oberbefehlshaber der Seestreitkräfte.
في عام 1926، حمل هذا المنصب اسم Flottenchef، لكن تم إعلان انتهاء صلاحيته بعد عام واحد وتركه شاغرًا بدون أي ضابط معين فيه. أصبح اللقب منصبًا في كريجسمارينه في عام 1936.

## قادة الأسطول
خدم ضباط البحرية التالية أسمائهم في منصب قائد الأسطول في كريغسمارينه. 
| Name | Took office            | Left office                                   | Party          | Party          |                  |
| ---- | ---------------------- | --------------------------------------------- | -------------- | -------------- | ---------------- |
| 1    | رولف كارلز             | أدميرال رولف كارلز (1885–1945)                | 21 ديسمبر 1936 | 31 أكتوبر 1938 | 1 سنة و314 أيام  |
| 2    | هرمان بوهم [لغات أخرى]‏ | أدميرال هرمان بوهم ‏ (1884–1972)               | 1 نزفمبر 1938  | 21 أكتوبر 1939 | 354 أيام         |
| 3    | فيلهلم مارشال          | أدميرال فيلهلم مارشال (1886–1976)             | 21 أكتوبر 1939 | 7 يوليو 1940   | 260 أيام         |
| 4    | جونتر لوتينز           | أدميرال جونتر لوتينز (1886–1976)              | 7 يوليو 1940   | 27 مايو 1941   | 324 أيام         |
| 5    | أوتو شنفيند            | Generaladmiral أوتو شنفيند (1887–1964)        | 12 يونيو 1941  | 31 يوليو 1944  | 3 سنوات و49 أيام |
| 6    | فيلهلم مايندن بوولكين  | نائب أميرال فيلهلم مايندن بوولكين (1887–1964) | 12 يونيو1941   | 8 مايو 1945    | 281 أيام         |

 من ديسمبر 1940 إلى يونيو 1941 =، تم تأسيس نائب لقائد الأسطول معروف باللقب 2. أدميرال دير فلوت. كان الضابط الوحيد الذي يشغل هذا المنصب هو كونتريميرال ليوبولد سيمنز.

## العلاقات مع المكونات الأخرى
كان قائد الأسطول، من خلال الممارسة العملية، مرتبطًا بشكل أوثق بفرع سفينة حربية ألمانية. كان معظم قادة الأساطيل يصنعون ريادتهم على متن إحدى أكبر السفن الرئيسية الألمانية. أثناء خدمة جونتر لوتينز كقائد أسطول، انطلق على متن البارجة بسمارك كما قاد السفينة تكتيكياً خلال معركة مضيق الدنمارك. قتل لوتنز في وقت لاحق على متن بسمارك، مما يجعله قائد الأسطول الوحيد الذي يموت في القتال النشط. 
لم يكن قائد الأسطول ضابط عمليات، وبالتالي لم يتمكن من تقديم المشورة إلا لقادة مجموعة القوات البحرية الذين شغلوا منصب رؤساء عمليات القوات الألمانية المختلفة في عرض البحر. لهذا السبب، كان هناك تعارض كبير بين قائد الأسطول وقادة المجموعة. في منتصف عام 1943، حاولت قيادة كريجسمارينه حل هذه المشكلة من خلال دمج مكتب قائد الأسطول مع مكتب قائد المجموعة. تم إنشاء منصب جديد هو Marinegruppenkommando Nord und Flottenchef لمنح قائد الأسطول السيطرة التشغيلية على القوات المنتشرة في بحر الشمال. 
قائد الأسطول كان أيضًا من الناحية الفنية الضابط الأعلى لقائد لقوا الغواصات (قيادة الغواصات) ؛ ومع ذلك كان كارل دونيتز يعمل باستقلال شبه تام في هذا المنصب، وتضمن النشر التكتيكي لغواصات يو مع القليل من الاهتمام لرغبات قادة الأسطول أو المجموعات. 

## الحل
تم حل منصب قائد الأسطول بعد هزيمة ألمانيا النازية في مايو 1945. في العصر الحديث للبحرية الألمانية، فإن منصب مفتش البحرية يعادل إلى حد ما منصب قائد الأسطول.